# João de São Tomás
João de São Tomás, nascido João Poinsot (Lisboa, 9 de julho de 1589 - Fraga, 17 de junho de 1644) e conhecido na Bélgica por João Peixoto e por todos como Doutor Profundo, foi um dominicano, filósofo e teólogo da segunda escolástica seiscentista. Frequentou a Universidade de Coimbra, de onde saiu bacharel. Dedicou boa parte de sua vida à licenciatura nos conventos por onde passou. Também ocupou posição como conselheiro de Estado sob Filipe IV (r. 1621–1665).

## Biografia
João nasceu em Lisboa, em 9 de julho de 1589, filho mais novo de Maria Garcês e de de Pedro Poinsot. Sendo sua mãe portuguesa e seu pai flamengo, embora natural de Viena de Áustria, que era secretário do Cardeal Alberto, Arquiduque da Áustria e vice-rei de Portugal.
Ele e seu irmão Luís frequentaram a Universidade de Coimbra, onde se formou bacharel em Bíblia em fevereiro de 1608 com apenas 16 anos de idade e na qual recebeu o grau de mestre em Artes.
Nesse mesmo ano parte com a família para a Bélgica e frequenta a Universidade de Lovaina onde se forma novamente em bacharel.
Aí, por influência de seu amigo e professor Tomás de Torres, afeiçoou-se pela Ordem dos Dominicanos. Com uma carta de recomendação dele, desloca-se a Madrid e em 17 de julho de 1609, tomou o hábito no Convento Real de Nossa Senhora de Atocha. Em 1610, substituiu seu nome para São Tomás.
João passou algum tempo no convento seguindo seus estudos em teologia e então lecionou em vários conventos da ordem, que exerceu durante cerca de 17 anos, primeiro em Madrid e depois em Plasencia (sudeste de Espanha). Em 1630, foi nomeado à cátedra régia de Vésperas da Universidade de Alcalá e em 1633, em Benavente, foi elevado a doutor em teologia. Em outubro de 1641, ocuparia a cátedra de Prima em sucessão de Pedro de Tapia. À época, dedicou boa parte de seu tempo a escrever suas obras filosóficas, teológicas e pastorais, foi comumente consultado para dirimir questões morais, eclesiásticas, espirituais e políticas e até serviu como qualificador e sensor do Tribunal da Inquisição dos Reinos de Castela, e Aragão.
Em maio de 1643, se tornou confessor régio de Filipe IV (r. 1621–1665) e conselheiro de Estado.
Isso, apesar de ser expressamente contra a sua vontade, esgotados todos os argumentos de rejeição, entre eles a alegação do facto de ser português que era, pois seria má política tê-lo no palácio do Rei de Castela, a braços com a Guerra da Restauração de Portugal.
Em 17 de junho de 1644, faleceu em Fraga, Huesca, quando acompanhava o rei em sua campanha contra a Catalunha.

## Obras
Os escritos de João de S. Tomás podem dividir-se em três grupos: filosóficos, teológicos e pastorais. Mas uma das suas facetas é a de semiólogo, que começou a ser desbravada nos anos 60 por Herculano de Carvalho, numa obra que acabaria por ter repercussão e continuidade internacional no trabalho de John Deely.
- Artis Logicae prima Pars de Dialecticis institutionibus, quas Summulas vocant. Compluti. 1631.

- Artis Logicae secunda Pars in Isagogen Porphirii, Aristotelis Categorias, & Periherminias ac Posteriorum libros. 1632.

- Naturalis Philosophiae prima pars, quae de natura in communi, e jusque assectionibus disserit. Matriti. 1633.

- Ejusdem 2. Pars in VIII. Iibros Physicorum. Matriti 1633.

- Ejusdem 3. Pars quae de Ente mobili corruptibili agit ad libros Aristotelis de ortu, & interitu cum decem tractatibus de Meteoris. 1634.

- Ejusdem 4. Pars, quae, de Ente mobili animato ad libros Aristotelis de Anima. 1635.

- Cursus Philosophicus Thomisticus secundum exactam, veram, et genuinam Aristotelis, et Doctoris Angelici mentem et in diversas partes distributus. 1663.

Cursus Theologici in Primam Partem D. Thomae Tom. 1. scilicet à quaest. 1. usque ad quaest. XV. 1637.
Cursus Theologici in Primam Partem quaest. XV. usque ad XXVII. Tom. II. 1643.
Cursus Theologici Tom. III. à quaest. XXVII. usque ad sinem primae Partis. 1643.
Cursus Theologici in Prim. secund. D. Thomae à quaest. I. usque ad XXI. inclusive Tomus primus. 1645.
Cursus Theologici Tomus II. 1661.
Cursus Theologici in secund. secund. D. Thomae Tomus unicus, hoc est de Fide, Spe, & Charitate; de Homicidio, Religione, Oratione, Voto cum quilousdam expostivis quaestionibus. 1649.
Cursus Theologici Tomus VII. 1663.
Cursus Theologici Tomus VIII. De Sacramentis in genere, de que Venerabili Eucharistiae Sacramento, & de Paenitentia disputationes. 1667.
- Speculum sine macula, id est, Tractatus de approbatione, authoritate, & puritate doctrinae D. Thomae Aquinatis. 1658.

- Explicaccion de la doctrina Christiana. Valença. 1644. Traduzida na língua Portuguesa Lisboa na Officina Craesbeckiana. 1654.

- Practica y consideracion para ayudar a bien morir. 1645.

- Breve Tratado y muy importante que por mandado de su Magestad escrevió el Reverendissmo Padre Fr. Juan de Santo Thomaz para saber hazer una confession General. 1644.

- Brevis, & expedita methodus sacrae Generalis disponendae peccatorum exhomolegis Philippi IV. Hispaniarum Regis Catholici jussa à Reverendissimo P. Fr. Joanne à S. Thoma edita.[2]

- Os Dons do Espírito Santo[10]